# Villemorin

Villemorin este o comună în departamentul Charente-Maritime, Franța. În 1 ianuarie 2022 avea o populație de 125 de locuitori.